# Коркина, Евгения Афанасьевна
Евгения Афанасьевна Коркина (20 августа 1923 — 25 апреля 2017) — передовик советского сельского хозяйства, птичница Жигулёвской птицефабрики Волжского района Куйбышевской области, Герой Социалистического Труда (1966).

## Биография
Родилась в 1923 году в селе Новая Малыкла, ныне Ульяновской области в крестьянской русской семье. В шесть лет вся семья переехала в село Сосновка Елховского района Самарской области. Здесь завершила обучение в 4 классе школы.
В 14 лет стала трудиться на прицепном комбайне в местном колхозе. Вскоре уехала к старшему брату в Ленинград. Устроилась там работать разносчиком телеграмм. Война застала её в городе-герое.
Осенью 1941 года была мобилизована на Октябрьскую железную дорогу. Занимались ремонтом путей на Волховском фронте. Представлена к награде «За оборону Ленинграда». Войну завершила в Эстонии, была демобилизована по состоянию здоровья. Вернулась к родителям в Сосновку, стала работать учётчиком в колхозе имени Карла Маркса. вышла замуж за фронтовика Александра Коркина. В 1949 году с мужем уехала на заработки на Сахалин, в 1956 году вернулись обратно и обосновались в селе Курумоч.
С 1961 года работала на Жигулёвской птицефабрике. Была разнорабочей, цыплятницей, оператором-птицеводом. От каждой курицы-несушки получала по 261 яйцу в год. Неоднократная победительница социалистических соревнований.
Указом Президиума Верховного Совета СССР от 22 марта 1966 года за получение высоких результатов в сельском хозяйстве и рекордные показатели в птицеводстве Евгении Афанасьевне Коркиной было присвоено звание Героя Социалистического Труда с вручением ордена Ленина и медали «Серп и Молот».
Продолжала работать на ферме. С 1978 года на пенсии. Являлась депутатом Самарского областного Совета депутатов.
Проживала в селе Курумоч. Умерла 25 апреля 2017 года.

## Награды
За трудовые успехи была удостоена:
- золотая звезда «Серп и Молот» (22.03.1966)
- орден Ленина (22.03.1966)
- Медаль "За оборону Ленинграда"
- другие медали.
- Почётный гражданин Волжского района.